# Mūsā al-Kāzim

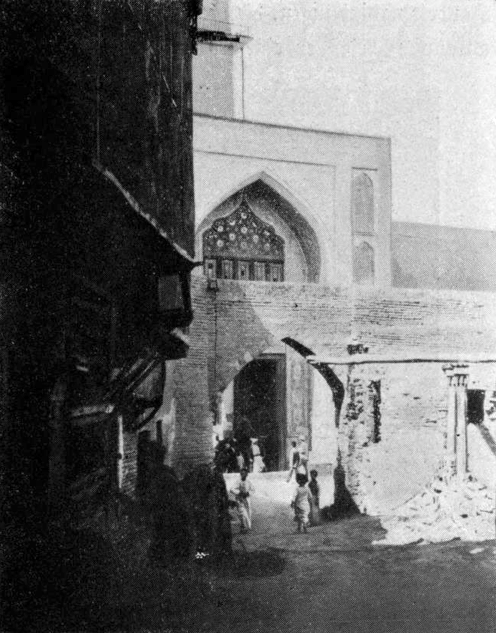
Grabmausoleum von Mūsā al-Kāzim in al-Kazimiyya, Photographie von Sven Hedin 1918.

Mūsā ibn Dschaʿfar al-Kāzim (arabisch موسى بن جعفر الكاظم, DMG Mūsā ibn Ǧaʿfar al-Kāẓim; * 8. November 745 in al-Abwā' zwischen Mekka und Medina; † 1. September 799 in Bagdad) war ein Nachfahre des Propheten Mohammed und der siebte Imam der Imamiten. Die Zeit seines Imamats betrug 35 Jahre.

## Leben
Mūsā al-Kāzim wurde während der Machtkämpfe zwischen den Umayyaden und Abbasiden geboren. Seine Mutter Hamīda bint Saʿīd war eine berberische Sklavin, die einem berberischen Sklavenhändler abgekauft worden war. Mūsā war erst vier Jahre alt, als Abu l-Abbas as-Saffah als erster Abbasidenkalif den Thron bestieg. Nach einer zaiditischen Quelle nahm er 762 an dem Aufstand von Muhammad an-Nafs az-Zakīya gegen die Abbasiden teil.
Nach dem Tod von Mūsās Vaters Dschaʿfar as-Sādiq unter der Herrschaft des Kalifen al-Mansur kam es zu einer Spaltung unter den imamitischen Schiiten. Während die eine Gruppe Dschaʿfars ältesten Sohn Ismāʿīl, der schon vor seinem Vater gestorben war, als seinen rechtmäßigen Nachfolger betrachtete, erkannte eine andere Gruppe, die sehr zahlreich war, ʿAbdallāh al-Aftah, den zweitältesten Sohn Dschaʿfars, als den rechtmäßigen Imam an.  Eine dritte Gruppe lehnte das Imamat ʿAbdallāhs aufgrund von dessen Ungelehrtheit und Arroganz von Anfang an ab und lehrte, dass Mūsā der rechtmäßige Imam sei. Zu dieser Gruppe gehörten besonders viele gelehrte Schiiten wie der Theologe Hischām ibn al-Hakam. Als ʿAbdallāh al-Aftah nach nur 60 Tagen ohne Sohn starb, schlossen sich auch dessen Anhänger Mūsā an. Während einige meinten, dass ʿAbdallāh angesichts seines frühen Todes nicht der wahre Imam gewesen sein könne, meinten andere, dass ʿAbdallāh vor seinem Tod das Imamat ordnungsgemäß auf seinen Bruder übertragen hatte. Diese zweite Gruppe, die Hasans älteren Bruder ʿAbdallāh al-Aftah in die Kette der Imame einschloss, wurde Futhīya bzw. Fathīya genannt.
Obwohl Mūsā al-Kāzim eine quietistische Politik verfolgte, wurde er von abbasidischen Kalifen bedrängt. Der Kalif al-Mahdī (reg. 775–785) setzte ihn eine Zeitlang in Bagdad gefangen, ließ ihn aber gegen das Versprechen, dass er niemals einen Aufstand gegen ihn oder einen seiner Nachkommen unternehmen würde, nach Medina zurückkehren. 795/6 ließ der Kalif Hārūn ar-Raschīd Mūsā erneut von Medina nach Bagdad bringen, wo er bis zu seinem Tode im Haus von as-Sindī ibn Schāhik unter haftähnlichen Bedingungen lebte. Einige seiner Anhänger hegten die Erwartung, dass er als Qā'im einen Aufstand anführen würde. Als er im Jahre 799 starb, hinterließ er insgesamt 18 Söhne und 15 Töchter, die er allesamt mit Sklavinnen gezeugt hatte.

## Spekulationen nach seinem Tod
Der Tod von Mūsā al-Kāzim, dem keiner seiner Anhänger beigewohnt hatte, stürzte die imamitische Gemeinde in eine erneute Nachfolgekrise. Eine große Anzahl seiner Anhänger und Vertreter in den verschiedenen Regionen war der Auffassung, dass er nicht gestorben sei, sondern sich nur verborgen habe, um bald als Qāʾim in die Welt zurückzukehren. Ein Klient der Banū Asad namens Muhammad ibn Baschīr trat mit dem Anspruch hervor, Mūsās Stellvertreter und Bevollmächtigter zu sein. Der imamitische Doxograph al-Qummī, der vor 905 sein „Buch der Lehren und Sekten“ (Kitāb al-Maqālāt wa-l-firaq) verfasste, berichtet darin, dass Muhammad ibn Baschīr über Taschenspielertricks und Gaukeleien verfügte und behauptete, Mūsā al-Kāzim sei Gott. Er sei zunächst sichtbar unter den Menschen gewesen, dann habe er sich aber den Blicken der Mensch entzogen, obwohl er immer noch unter ihnen weile.
Einige von Mūsās Anhängern erkannten nach seinem Tod seinen Sohn ʿAlī ar-Ridā als Nachfolger an. Die Anhänger Muhammad ibn Baschīrs bestritten jedoch sein Imamat und bezeichneten seinen Anspruch darauf als Lüge. Sie meinten vielmehr, dass Mūsā während seiner Abwesenheit Muhammad ibn Baschīr als seinen Stellvertreter eingesetzt und mit allen Vollmachten ausgestattet habe, er sei der wahre Imam nach ihm. Imamitische Autoren haben versucht, eine ökonomische Erklärung für diese Spaltung ihrer Gemeinschaft zu finden. Sie meinten, dass zur Zeit des Todes von Mūsā al-Kāzim seine Vertreter in den verschiedenen Städten große Mengen Geldes akkumuliert hatten, das sie wegen der Gefangenschaft ihres Imams nicht an diesen weiterführen konnten. Um diese Beträge für sich behalten zu können, leugneten sie seinen Tod und behaupteten, dass er irgendwann zurückkehren werde.
Im Laufe der Zeit akzeptierten aber die meisten Imamiten ʿAlī ar-Ridā als den wahren Imam. Sie wurden von den anderen Schiiten als Qaṭʿīya bezeichnet, angeblich deswegen, weil sie mit Bestimmtheit (qaṭʿan) annahmen, dass Mūsā al-Kāzim gestorben sei.

## Sein Grab
Mūsā al-Kāzim ist mit seinem Enkel, dem späteren Imam Muhammad at-Taqi, in al-Kazimiyya, einem nach ihm benannten Vorort im Nordosten von Bagdad, begraben.

## Belege
1. 1 2  Kohlberg: Mūsā al-Kāẓim, S. 645b.
2. ↑  al-Ḥasan ibn Mūsā an-Naubaḫtī: Kitāb Firaq aš-šīʿa. Ed. H. Ritter. Istanbul: Maṭbaʿat ad-daula 1931. S. 66f. Digitalisat. Asch-Schaich al-Mufīd überliefert, dass ʿAbdallāh den Haschwiyya und Murdschi'a zuneigte und damit im Gegensatz zu den Lehren seines Vaters stand, siehe Muḥammad b. Muḥammad al-Mufīd: Al-Iršād. Muʾassasat Āl al-Bait li-iḥyāʾ at-tūrāṯ, Beirut, 1995. Bd. II, S. 210f. Digitalisat
3. ↑  Vgl. Modarressi: Crisis and Consolidation. 1993, S. 59.
4. ↑  Vgl. Modarressi: Crisis and Consolidation. 1993, S. 60.
5. ↑  Vgl. al-Qummī: Kitāb al-Maqālāt wa-l-firaq. 1963. S. 93.
6. ↑  Vgl. al-Qummī: Kitāb al-Maqālāt wa-l-firaq. 1963. S. 95.
7. ↑  Vgl. Modarressi: Crisis and Consolidation. 1993, S. 60.
8. ↑  Vgl. Halm: Die islamische Gnosis. 1982, S. 234.
9. ↑  Vgl. Halm: Die islamische Gnosis. 1982, S. 236.
10. ↑  Vgl. Halm: Die islamische Gnosis. 1982, S. 236.
11. ↑  Vgl. al-Qummī: Kitāb al-Maqālāt wa-l-firaq. 1963. S. 91.
12. ↑  Vgl. Modarressi: Crisis and Consolidation. 1993, S. 62.
13. ↑  Vgl. Modarressi: Crisis and Consolidation. 1993, S. 62.

| Personendaten    | Personendaten                                                                    |
| ---------------- | -------------------------------------------------------------------------------- |
| NAME             | Mūsā al-Kāzim                                                                    |
| ALTERNATIVNAMEN  | Mūsā ibn Dschaʿfar al-Kāzim (vollständiger Name); موسى بن جعفر الكاظم (arabisch) |
| KURZBESCHREIBUNG | siebter Imam der Zwölferschiiten                                                 |
| GEBURTSDATUM     | 8. November 745                                                                  |
| GEBURTSORT       | Medina                                                                           |
| STERBEDATUM      | 1. September 799                                                                 |
| STERBEORT        | Bagdad                                                                           |